# Palazzo Lanzara
Palazzo Lanzara, ex Castelrodrigo domina piazza Cianciullo e affianca piazza Diaz, nel comune di Nocera Inferiore (SA).

## Origine
Realizzato tra il 1660 ed il 1707, rappresenta uno dei più antichi e scenografici palazzi del centro nocerino.
Fu realizzato inizialmente dai marchesi di Castel Rodrigo come scuderia del palazzo ducale, passò poi nel 1848 alla famiglia Lanzara, di Castel San Giorgio.

## Struttura
La struttura, trapezoidale, presenta un caratteristico cortile porticato. È attualmente interessato da una imponente opera di recupero architettonico e strutturale.

## La Cappella di Santa Sofia

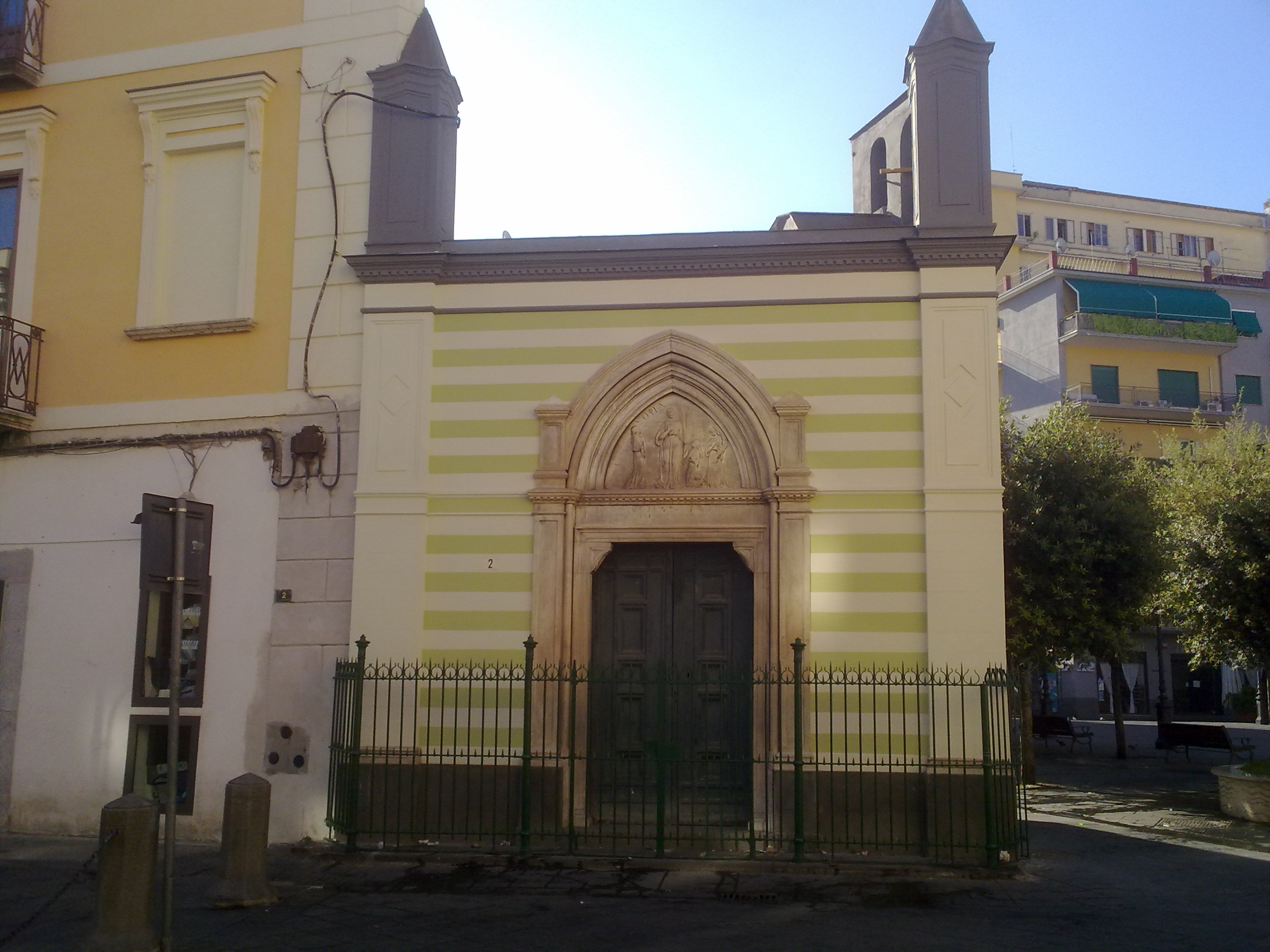
Facciata della cappella di Santa Sofia

Affiancata al palazzo, ed un tempo comunicante con esso attraverso il coretto, è la piccola cappella dedicata a santa Sofia (la scritta sulla facciata è in alfabeto greco).
Fu fatta costruire nel 1884 in stile neogotico, su progetto e direzione dell'Ing. Giacinto Sellitti,  dall'avvocato Gabriele Lanzara, proprietario del palazzo, in memoria della moglie Sofia de' Santi. Il portale della chiesetta è formato da una lunetta nella quale vi è un bassorilievo raffigurante santa Sofia di Roma rappresentata con le tre figlie Fede, Speranza e Carità. All'interno è presente il monumento funebre di Sofia de' Santi (1856-1880), realizzato nel 1891 dallo scultore Francesco Flora. Sull'altare è collocato il quadro dedicato ancora alla santa titolare raffigurata con le figlie,  opera di genere del pittore Camillo Miola, mentre la parete sinistra è decorata con tre grisaglie di forma ogivale raffiguranti i tre Arcangeli.